# Beamer

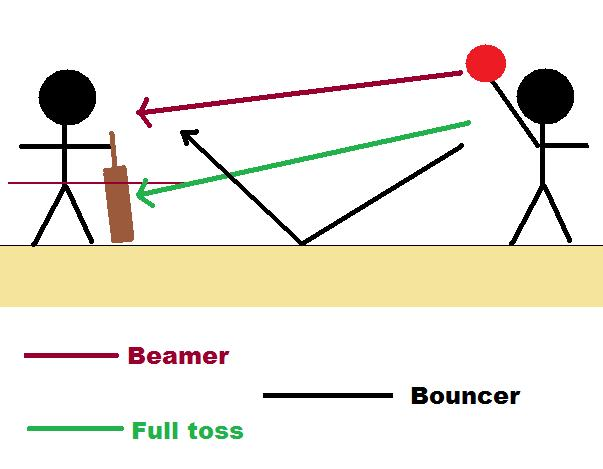
Różnice w torze lotu pomiędzy beamerem, full tossem a bouncerem.

W krykiecie beamer (rzadziej beam ball) to określenie na niedozwolony rodzaj rzutu wykonywanego przez bowlera, w którym piłka (rzucona z dużą prędkością) dolatuje do batsmana (odbijającego) powyżej jego pasa bez uprzedniego odbicia o pitch (ziemię). Tak rzucona piłka może uderzyć batsmana w głowę ze względu na brak kontroli u bowlera przy rzucaniu wysokich full tossów (rzut podobny do beamera, ale dolatuje poniżej pasa). Batsman spodziewając się raczej piłki, która odbije się przed nim może zostać zaskoczony beamerem, nie zareagować odpowiednio i piłka może go uderzyć. Beamer może łatwo spowodować kontuzję batsmana i karą za wykonanie takiego rzutu jest natychmiastowe ogłoszenie no balla. Użycie beamerów opisuje prawo 42.6 zasad krykieta. Umpire po pierwszym beamerze daje bowlerowi ostrzeżenie za niebezpieczne rzucanie. Po powtórzeniu beamera lub definitywnie celowym jego wykonaniu, sędzia może zabronić danemu bowlerowi rzucania do końca inningsa (albo meczu), co przytrafiło się krykieciście Pakistanu Waqarowi Younisowi w Pucharze Świata w Krykiecie w 2003 roku.
Jako że beamery mogą poważnie zranić batsmana, niektóre federacje krykietowe optują za wprowadzeniem dotkliwych kar pieniężnych, gdy batsman dozna kontuzji w wyniku takiego rzutu.
Jednakże należy zauważyć, iż bowlerzy mogą legalnie celować w głowę czy ciało batsmana, jeżeli piłka wcześniej odbije się od pitchu. Taki rzut nazywa się wtedy bouncerem, który jest łatwiejszy dla batsmana do odbicia czy uniknięcia.
Beamery są zazwyczaj trudne do wykonania jako że piłka musi zostać wypuszczona stosunkowo wcześnie podczas akcji bowlingowej i bowler może przypadkowo posłać piłkę wysoko w powietrze. Beamery przytrafiają się też gdy piłka jest mokra i wtedy piłka może się wyślizgnąć z dłoni bowlera. Bowlerzy najczęściej tłumaczą się, że wykonany przez nich beamer był zamierzonym full tossem lub yorkerem, jednakże w tych przypadkach piłkę wypuszcza się znacznie później.
Pomimo iż większość bowlerów zagrywa beamery tylko przez przypadek, to ich celowe wykonywanie może być uzasadnione, jako że takie zagranie może wyeliminować z gry batsmana (w krykiecie batsmani nie mogą być zmieniani przez rezerwowych). Nawet gdy batsman uniknie kontaktu z piłką przy beamerze, będzie się nieco obawiał takich zagrań od danego bowlera w obawie przed kontuzją.
W 2009 roku ICC zaczęła wprowadzać kary pieniężne za rzucenie więcej niż jednego beamera. Pierwszym ukaranym w ten sposób zawodnikiem został reprezentant Indii Zachodnich Kemar Roach, który 28 czerwca 2009 roku, w drugim ODI przeciwko Bangladeszowi został ukarany grzywną w wysokości 10% zarobków z danego meczu.